# Naja melanoleuca
Cobra des forêts, Cobra noir et blanc
Espèce
Synonymes
- Naja haje var. melanoleuca Hallowell, 1857
- Aspidelaps bocagii Sauvage, 1884
- Naja haje var. leucosticta Fischer, 1885
- Naja melanoleuca aurata Stucki-Stirn, 1979

Naja melanoleuca, appelé en français cobra des forêts ou cobra noir et blanc, est une espèce de serpents de la famille des Elapidae. C'est la plus grande espèce du genre Naja, avec une longueur allant jusqu'à 3,1 mètres. Bien qu'il préfère les forêts de plaine et les savanes humides, ce cobra est capable de s'adapter et peut être rencontré dans des climats plus secs au sein de son aire de répartition géographique. C'est un très bon nageur, souvent considéré comme semi-aquatique. Le Cobra des forêts a des habitudes alimentaires généralistes, ayant un régime alimentaire très varié, allant de quelques gros insectes à de petits mammifères et autres reptiles. Cette espèce est alerte, nerveuse et est considérée comme un serpent très dangereux. Lorsqu'il est acculé, il prend la posture d'alerte typique des cobras en soulevant son corps au-dessus du sol, déployant une étroite collerette et sifflant bruyamment. Les morsures de ce serpent sont moins fréquentes chez l'Homme que pour les autres cobras africains en raison de divers facteurs, mais sa morsure demeure très grave et peut être mortelle.
À la suite de plusieurs travaux génétiques récents, ce taxon longtemps considéré comme une espèce unitaire serait à subdiviser en cinq espèces distinctes formant un complexe d'espèces cryptiques : Naja melanoleuca, Naja peroescobari, Naja guineensis, Naja savannula et Naja subfulva, cette dernière ayant l'aire de répartition la plus vaste. Ces cinq espèces différentes sont génétiquement très divergentes mais sont morphologiquement très proches et aujourd'hui encore assez difficiles à distinguer de manière sûre par les caractères morphologiques, bien qu'il existe un certain nombre des différences.

## Description

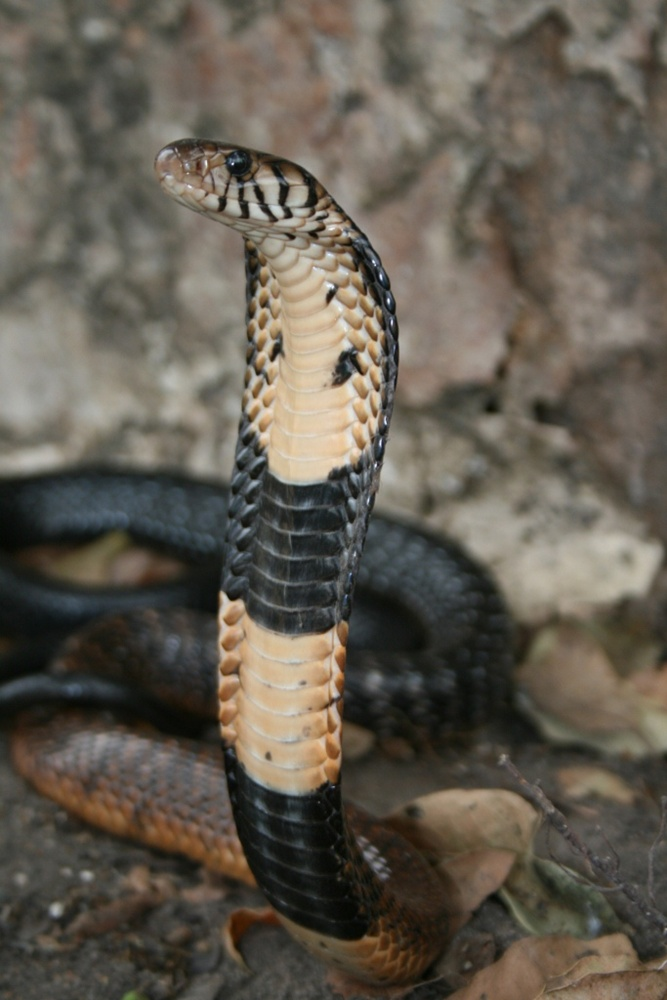
Cobra des forêts.

Le Cobra des forêts est le plus grand cobra du genre Naja d'Afrique, et peut-être même le plus grand de tous les vrais cobras (Naja) du monde,. La longueur d'un adulte moyen est de 1,4 à 2,2 m, mais ils peuvent atteindre des longueurs de 2,7 mètres,, voire 3,1 mètres dans de très rares cas. Les mâles et femelles atteignent des longueurs similaires, et il n'y a pas de dimorphisme sexuel au sein de cette espèce. La tête de ce serpent est grande, large, aplatie et est légèrement distincte du cou. Il a un corps légèrement déprimé, se rétrécissant et modérément épais avec une queue mince qui est de longueur moyenne. Le corps est comprimé dorsoventralement (avec les écailles dorsales supérieures et les écailles inférieures ventrales qui se rencontrent de chaque côté du corps) et est de forme subcylindrique à l'arrière (au niveau de la queue). Le Cobra des forêts a de longues côtes cervicales capables de s'écarter pour former une longue collerette quand il est menacé. L'angle entre le sommet de la tête et le côté de la tête au niveau de l'œil, aussi connu comme le canthus est distinct, tandis que le museau est arrondi. Ses yeux sont grands avec des pupilles circulaires.

### Écailles
Comme les autres espèces de serpents, le Cobra des forêts a la peau recouverte d'écailles. Les serpents sont entièrement recouverts d'écailles de différentes formes et tailles. Ces écailles protègent le corps du serpent, l'aident dans sa locomotion, lui permettent de retenir l'eau du corps, et de modifier les caractéristiques de sa surface corporelle telles que la rugosité pour faciliter son camouflage. Les écailles dorsales du Cobra des forêts sont lisses, brillantes et fortement obliques. La coloration de cette espèce est variable, avec trois principales formes de couleur. Ceux qui vivent dans la forêt ou la lisière des forêts, du Sierra Leone à l'ouest du Kenya et au sud de l'Angola sont noir brillant, et le menton, la gorge et la région antérieure du ventre sont crème ou blanc, avec de larges bandes transversales noires. Les côtés de la tête sont marqués de noir et de blanc, donnant l'impression de bandes verticales noires et blanches sur les lèvres. Le second type de coloration, chez les animaux de la savane ouest-africaine, est marqué de bandes noires et jaunes, avec une queue noire, la tête brun-jaune sur le dessus, et les lèvres, le menton et la gorge jaune. La troisième forme de coloration, que l'on retrouve chez les animaux de la plaine côtière de l'Afrique de l'Est, au sud de KwaZulu-Natal, à l'intérieur de la Zambie et au sud de la République démocratique du Congo, est brunâtre ou brun noirâtre dessus, plus pâle en dessous, avec le ventre jaune ou crème, fortement moucheté de brun ou de noir, et les individus de la partie sud de son aire de répartition ont des queues noires. Des spécimens entièrement noirs ont également été observés en Afrique de l'Ouest.
Arrangement des écailles de la tête, du corps et de la queue du Cobra des forêts :
| - Dorsales jusqu'au milieu du corps : 19-21 - Ventrales : 201-214 - Subcaudales : 63-72 (couplées) - Anales : Une seule - Labiales supérieures : 7 (8) | - Du dessus des lèvres aux yeux : 3 + 4 - Preoculaires : 1-2 - Postoculaires : 2-3 - Sublabiales : 8 - Temporales : variable |

## Biologie et écologie

### Comportement
Le Cobra des forêts est un animal agile, capable de grimper et il peut avoir des mœurs en partie aquatiques. Il est cependant moins aquatique que ne le sont Naja annulata et Naja christyi, les cobras d'eau, avec lesquels il cohabite dans son aire et qui ont récemment été intégrés au genre Naja et dans le même sous-genre (Boulangerina). Mobile et rapide, il nage bien et va facilement dans l'eau ; dans certaines régions, son régime alimentaire est principalement composé de poissons et il pourrait alors être considéré comme semi-aquatique. Bien qu'il soit plutôt terrestre, il est aussi capable de grimper dans les arbres rapidement et de manière gracieuse jusqu'à une hauteur de 10 mètres ou plus. Il est principalement actif pendant la journée (diurne) dans les zones inhabitées, mais il peut aussi être actif de nuit (nocturne) dans les zones urbaines. Lorsqu'ils ne sont pas actifs, ils s'abritent dans des trous, des tas de broussailles, des troncs creux, entre des racines ou dans des crevasses de rochers ou des termitières abandonnées dans les lisières ou les clairières des forêts. Dans certaines zones, il se cache le long des berges, en surplomb des systèmes racinaires ou dans des trous d'oiseaux, et dans les zones urbaines il va se cacher dans les tas d'ordure ou les bâtiments inutilisés. Lorsqu'il est dérangé, il se cabre à une hauteur considérable et gonfle une étroite collerette. Il peut mordre rapidement, à une longue distance, et s'il est acculé, il va se précipiter vers l'avant et tenter de mordre son adversaire. Il est une des espèces de cobras les plus alertes et agiles. Certains biologistes estiment qu'il est l'un des serpents africains les plus dangereux en captivité, car il est décrit comme particulièrement agressif lorsqu'il est manipulé,. Cette espèce n'est pas en mesure de « cracher » son venin.

### Alimentation
Les Cobras des forêts se nourrissent d'une grande variété de proies, dont des amphibiens, des poissons, d'autres serpents, des varans et autres lézards, des œufs d'oiseaux, des rongeurs et d'autres petits mammifères. Il a été observé mangeant des Oxudercinae.

### Reproduction

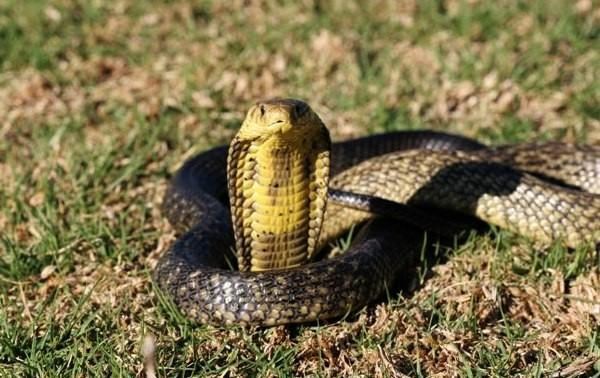
Jeune cobra des forêts (probablement de l'espèce Naja subfulva).

C'est une espèce ovipare. Les femelles pondent entre 11 et 26 œufs blancs lisses pendant l'été, chacun mesurant environ 30 à 60 millimètres. Les œufs sont collés ensemble et forment une grappe. Les œufs sont pondus dans des arbres creux, des termitières ou des trous dans le sol, et il arrive que les femelles construisent leurs propres nids. Avant l'accouplement, le couple réalise une parade nuptiale particulière, se dressant au-dessus du sol et réalisant des va-et-vient. Cela peut durer pendant une heure avant l'accouplement. Celui-ci a effectivement lieu lorsque le mâle presse son cloaque contre celui de la femelle. Les femelles Cobras des forêts montent la garde autour du nid et sont globalement irritables et agressives au cours de la période de reproduction. Une femelle peut ainsi attaquer sans qu'elle n'ait été provoquée, avec des conséquences potentiellement mortelles pour les passants, si son nid est à proximité d'un sentier. Les nouveau-nés naissent complètement indépendants et mesurent généralement de 22 à 25 centimètres de long. Toutefois certaines sources affirment que les nouveau-nés peuvent mesurer jusqu'à 47 centimètres. La période d'incubation dure entre 55 et 70 jours (ou plus de 80 jours dans une étude en captivité) à des températures de 27 à 30 °C. Ces serpents sont connus pour avoir une longue durée de vie. Un spécimen en captivité a vécu pendant 28 ans, ce qui constitue un record pour un serpent venimeux en captivité. Un autre spécimen détenu au zoo de Melbourne en Australie a atteint 35 ans le 1er septembre 2014.

### Venin
Le venin de ce cobra est une neurotoxine postsynaptique et les morsures entraînent une sévère neurotoxicité. Ernst, Zoug et al. mesurent en 1996 une valeur de la DL50 en sous-cutanée de 0,225 mg/kg de peau chez les souris. Selon Brown et Fry du Australian Venom and Toxin Database, la valeur de DL50 intra-péritonéale est de 0,324 mg/kg,. Les quantités de venin relâchées par morsure sont 571 mg et peuvent atteindre au maximum 1 102 mg. Ce serpent peut donc être très dangereux en raison de la quantité de venin qu'il peut injecter en une seule morsure et de par sa nature agressive lorsqu'il se sent menacé. La mort peut survenir rapidement, en 30 à 120 minutes dans les cas graves d'envenimation. Les signes et symptômes d'envenimation comprennent un ptosis, la somnolence, la paralysie des membres, une perte d'audition, l'incapacité de parler, des étourdissements, une ataxie, de l'hypotension, des douleurs abdominales, de la fièvre, une pâleur et d'autres symptômes neurologiques et respiratoires.
Le Cobra des forêts est l'un des cobras causant le moins fréquemment de morsures parmi les cobras africains, en grande partie du fait de ses habitudes sylvicoles. La symptomatologie semble très similaire à celle du Cobra égyptien (Naja haje). Les cas cliniques impliquant cette espèce sont très clairsemés et seulement quelques morsures clairement attribuées à cette espèce ont été enregistrées. Des décès liés à l'insuffisance respiratoire due à la neurotoxicité sévère ont été signalés, mais la plupart des victimes survivent si on leur administre rapidement du sérum antivenimeux dès que des signes cliniques d'envenimation ont été notés. De rares cas de récupérations spontanées sans l'utilisation de sérum antivenimeux ont également été observés ; cependant, le risque de morbidité et de mortalité est très fortement accru sans sérum. Si le serpent est acculé ou est dérangé, il peut rapidement attaquer son agresseur, et parce qu'une grande quantité de venin est injecté, une issue fatale est possible. Le taux de mortalité d'une morsure non traitée n'est pas exactement connu, mais il est supposé très élevé. Le Cobra des forêts ne crache pas son venin dans l'air. Cette espèce est considérée comme étant parmi les plus intelligents des Élapidés africains par certains herpétologistes.
Deux cas de morsures ont notamment été observés au Libéria, et ont présenté des symptômes neurologiques graves, y compris un ptosis, des nausées, des vomissements, une tachycardie et une détresse respiratoire. Un enfant est mort au Ghana seulement 20 minutes après avoir été mordu par un serpent soupçonné d'être de cette espèce.

## Distribution et habitat
Le Cobra des forêts vit principalement en Afrique occidentale et centrale. On le rencontre depuis le Sénégal, la Guinée-Bissau, la Guinée, le sud-est du Mali, la Sierra Leone, le Liberia, la Côte d'Ivoire, le Burkina Faso, le Ghana, le Togo, le Bénin, le Nigeria, la Guinée équatoriale, le Cameroun et le Gabon en Afrique de l'Ouest, dans la République du Congo, la République démocratique du Congo, la République centrafricaine et le nord de l'Angola en Afrique centrale et à l'ouest du Kenya, l'Ouganda, le Rwanda et le Burundi en Afrique de l'Est, ainsi que de manière plus fragmentée en Afrique australe, y compris dans le Natal.
Très récemment l'ancien taxon Naja melanoleuca a été subdivisé en cinq espèces bien distinctes : Naja melanoleuca, Naja peroescobari, Naja guineensis, Naja savannula et Naja subfulva. C'est un bon exemple de complexe d'espèces cryptiques. Il y a à la fois des espèces allopatriques ou parapatriques (espèces probablement vicariantes) et des espèces sympatriques (probablement différenciées par leur niche écologique). Ici les espèces sympatriques sont les plus divergentes génétiquement entre elles, et donc les plus anciennement séparées.

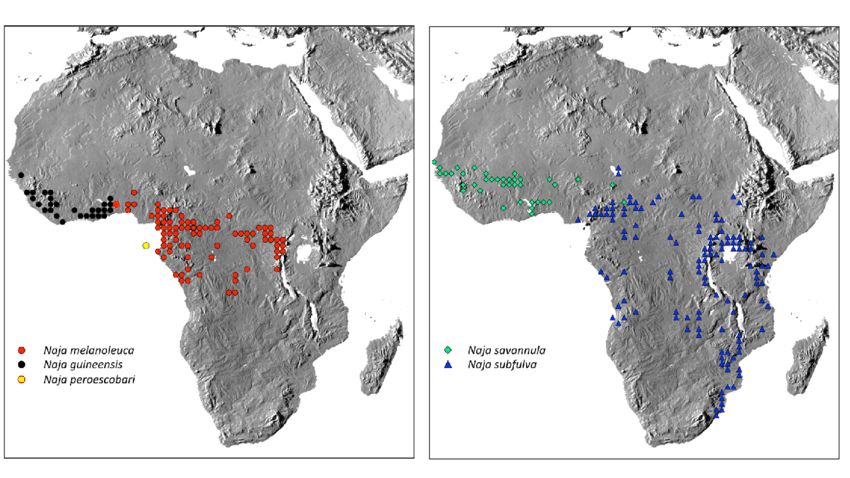
Répartition des deux groupes d'espèces du complexe de Naja melanoleuca sur la base des échantillons analysés dans l'étude de Wüster et al.

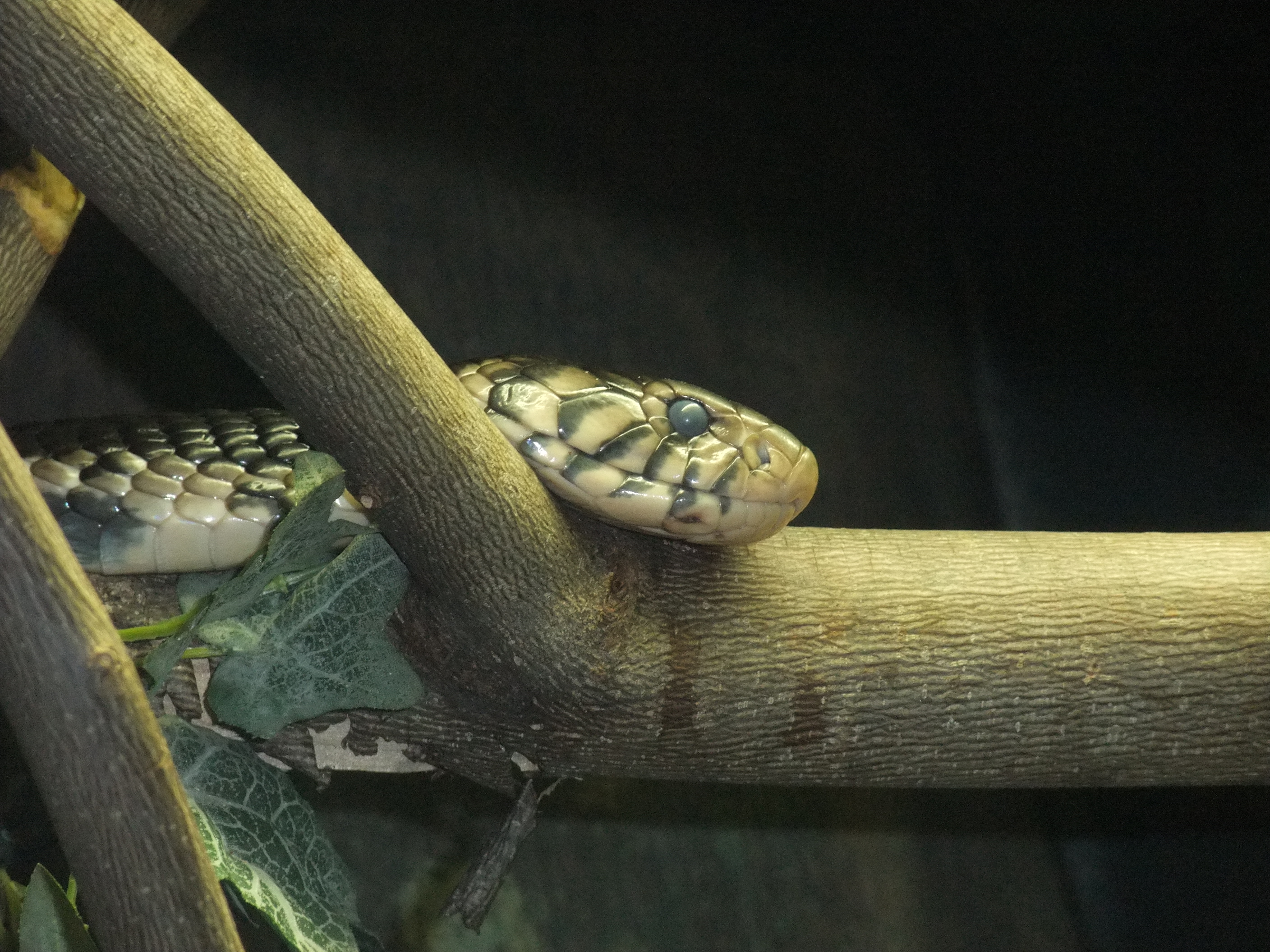
Tête d'un Cobra des forêts.

Ce serpent des forêts ou des terres boisées peut vivre dans la haute forêt. Le cobra des forêts est un serpent bien adapté à de nombreux environnements et son habitat est fortement dépendant de la partie de son aire de répartition où il vit. Ainsi les Cobras des forêts originaires des régions d'Afrique australe vivent généralement dans la savane et les prairies, mais ils peuvent également être rencontrés dans des zones plus rocailleuses. Ils se trouvent principalement dans les régions de forêts tropicales et subtropicales en Afrique occidentale et centrale. Il vit aussi dans les mangroves en Afrique occidentale. La forme rayée du Cobra des forêts d'Afrique de l'Ouest vit dans les savanes et les prairies (mais généralement le long des ruisseaux) et les zones bien végétalisées, en particulier les forêts riveraines, jusqu'à une latitude 14 N. Cette espèce préfère les habitats de forêts de plaine et de savane humide où il aime notamment les lisières épaisses. Ce serpent semble pouvoir s'adapter très facilement et se déplacer volontiers dans des zones plus sèches si besoin. Dans l'ouest du Kenya, le Cobra des forêts vit dans les grandes étendues de prairies. La population de Cobras des forêts en Ouganda est presque toujours rencontrée près de l'eau. La forme de couleur marron se rencontre dans les zones côtières et dans les forêts, bois, taillis et prairies en haute altitude (comme à Nyanga, Zimbabwe). En raison de ses mœurs discrètes, et de son penchant pour vivre dans des trous, il persiste souvent à proximité de zones habitées, et est commun dans et aux alentours des villes d'Afrique centrale, même longtemps après que la majeure partie de la végétation ait disparu. Ils sont également présents dans les plantations de fruits où ils vivent dans les arbres. On le rencontre à une grande variété d'altitude, à partir du niveau de la mer jusqu'aux montagnes boisées à 2 800 mètres d'altitude.

## Étymologie
Le cobra forestier est classé dans le genre Naja au sein de la famille des Elapidae. Naja melanoleuca a été décrit pour la première fois par l'herpétologiste américain Edward Hallowell en 1857,. Le nom générique Naja est une latinisation du mot sanscrit nāgá (नाग) qui signifie « Cobra » . L'épithète spécifique, melanoleuca est tiré du grec ancien melano qui signifie « noir », et de leuca qui signifie « blanc », donc « noir et blanc », comme on le retrouve dans son nom vernaculaire « Cobra noir et blanc ».

## Taxonomie et évolution
Le Cobra des forêts est classé dans le genre Naja de la famille Elapidae. Le genre a été décrit par Josephus Nicolaus Laurenti en 1768. Le genre Naja a été divisé en plusieurs sous-genres en fonction de divers facteurs, notamment la génétique, mais aussi la morphologie, l'alimentation et l'habitat de ces animaux. Naja melanoleuca fait partie du sous-genre Boulengerina, conjointement avec d'autres espèces telles que Naja annulata, Naja christyi, et Naja multifasciata. Ce sous-genre a en commun une préférence pour les habitats en lisière de forêts, notamment dans la forêt d'Afrique centrale et de l'Ouest où ils vivent tous. Ils sont aussi plus aquatiques et se nourrissent plus d'espèces aquatiques. Les espèces du sous-genre Boulengerina montrent cependant une grande diversité de taille, allant du Cobra des forêts (Naja melanoleuca) qui peut atteindre des longueurs de 2,7 mètres à Naja multifasciata qui ne dépasse pas la taille de 0,8 mètre de long.
L'espèce Naja melanoleuca a longtemps été considérée comme formant une seule espèce, malgré l’existence de nombreuses variations au niveau de l'écaillure et de la coloration. Laurent avait décrit une sous-espèce en 1955, Naja melanoleuca subfulva, sur la base de ces divergences, mais elle ne fut pas reconnue par la suite à cause de la forte variabilité des deux formes considérées et de leur sympatrie. Il a fallu attendre l'arrivée de la biologie moléculaire pour découvrir l’existence de profondes divergences génétiques entre plusieurs spécimens testés considérés comme des Naja melanoleuca, et donc l’existence d'un complexe d'espèces cryptiques au lieu d'une seule espèce. Des études contenant des résultats génétiques de Chirio et Ineich en 2006 puis de Ceríaco et al. en 2017 reconnaissent Naja subfulva cette fois comme une espèce à part entière, fort divergente génétiquement de Naja melanoleuca. L'étude de Ceríaco et al. décrit aussi une autre nouvelle espèce proche, Naja peroescobari, endémique de l'île de São Tomé, qu'on considérait auparavant comme une population introduite de Naja melanoleuca. En 2018 Wüster et al. publient une étude approfondie avec de nombreux échantillons génétiques provenant de toute l'aire de répartition de « Naja melanoleuca » afin de réviser la taxonomie de ce groupe, ce qui les conduit à décrire encore deux nouvelles espèces : Naja guineensis et Naja savannula, tout en reconnaissant les espèces déjà décrites, portant le total à cinq espèces distinctes. Ainsi Naja subfulva et Naja sanannula sont génétiquement encore plus divergentes vis-à-vis de Naja melanoleuca (sens restreint) et de Naja guineensis que ne l'est, dans un autre sous-genre, Naja ashei vis-à-vis de Naja nubiae par exemple qui sont des espèces bien différentes morphologiquement.
Le cladogramme ci-dessous illustre la taxonomie et les relations entre les espèces de Naja, réparties en quatre sous-genres, incluant Naja melanoleuca et les espèces proches récemment décrites :
|  | Naja (Naja) kaouthia |
|  |                      |
|  | Naja (Naja) atra     |
|  |                      |

|  | Naja (Naja) mandalayensis |
|  |                           |
|  | Naja (Naja) siamensis     |
|  |                           |
|  | Naja (Naja) sputatrix     |
|  |                           |

|  | Naja (Naja) kaouthia |
|  |                      |
|  | Naja (Naja) atra     |
|  |                      |

|  | Naja (Naja) mandalayensis |
|  |                           |
|  | Naja (Naja) siamensis     |
|  |                           |
|  | Naja (Naja) sputatrix     |
|  |                           |

|  | Naja (Naja) kaouthia |
|  |                      |
|  | Naja (Naja) atra     |
|  |                      |

|  | Naja (Naja) mandalayensis |
|  |                           |
|  | Naja (Naja) siamensis     |
|  |                           |
|  | Naja (Naja) sputatrix     |
|  |                           |

|  | Naja (Naja) kaouthia |
|  |                      |
|  | Naja (Naja) atra     |
|  |                      |

|  | Naja (Naja) mandalayensis |
|  |                           |
|  | Naja (Naja) siamensis     |
|  |                           |
|  | Naja (Naja) sputatrix     |
|  |                           |

|  | Naja (Afronaja) pallida |
|  |                         |
|  | Naja (Afronaja) nubiae  |
|  |                         |

|  | Naja (Afronaja) ashei                                                                      |
|  |                                                                                            |
|  | \| \| Naja (Afronaja) mossambica \| \| \| \| \| \| Naja (Afronaja) nigricincta \| \| \| \| |
|  |                                                                                            |
|  | Naja (Afronaja) mossambica                                                                 |
|  |                                                                                            |
|  | Naja (Afronaja) nigricincta                                                                |
|  |                                                                                            |

|  | Naja (Afronaja) mossambica  |
|  |                             |
|  | Naja (Afronaja) nigricincta |
|  |                             |

|  | Naja (Afronaja) ashei                                                                      |
|  |                                                                                            |
|  | \| \| Naja (Afronaja) mossambica \| \| \| \| \| \| Naja (Afronaja) nigricincta \| \| \| \| |
|  |                                                                                            |
|  | Naja (Afronaja) mossambica                                                                 |
|  |                                                                                            |
|  | Naja (Afronaja) nigricincta                                                                |
|  |                                                                                            |

|  | Naja (Afronaja) mossambica  |
|  |                             |
|  | Naja (Afronaja) nigricincta |
|  |                             |

|  | Naja (Afronaja) ashei                                                                      |
|  |                                                                                            |
|  | \| \| Naja (Afronaja) mossambica \| \| \| \| \| \| Naja (Afronaja) nigricincta \| \| \| \| |
|  |                                                                                            |
|  | Naja (Afronaja) mossambica                                                                 |
|  |                                                                                            |
|  | Naja (Afronaja) nigricincta                                                                |
|  |                                                                                            |

|  | Naja (Afronaja) mossambica  |
|  |                             |
|  | Naja (Afronaja) nigricincta |
|  |                             |

|  | Naja (Afronaja) ashei                                                                      |
|  |                                                                                            |
|  | \| \| Naja (Afronaja) mossambica \| \| \| \| \| \| Naja (Afronaja) nigricincta \| \| \| \| |
|  |                                                                                            |
|  | Naja (Afronaja) mossambica                                                                 |
|  |                                                                                            |
|  | Naja (Afronaja) nigricincta                                                                |
|  |                                                                                            |

|  | Naja (Afronaja) mossambica  |
|  |                             |
|  | Naja (Afronaja) nigricincta |
|  |                             |

|  | Naja (Afronaja) pallida |
|  |                         |
|  | Naja (Afronaja) nubiae  |
|  |                         |

|  | Naja (Afronaja) ashei                                                                      |
|  |                                                                                            |
|  | \| \| Naja (Afronaja) mossambica \| \| \| \| \| \| Naja (Afronaja) nigricincta \| \| \| \| |
|  |                                                                                            |
|  | Naja (Afronaja) mossambica                                                                 |
|  |                                                                                            |
|  | Naja (Afronaja) nigricincta                                                                |
|  |                                                                                            |

|  | Naja (Afronaja) mossambica  |
|  |                             |
|  | Naja (Afronaja) nigricincta |
|  |                             |

|  | Naja (Afronaja) ashei                                                                      |
|  |                                                                                            |
|  | \| \| Naja (Afronaja) mossambica \| \| \| \| \| \| Naja (Afronaja) nigricincta \| \| \| \| |
|  |                                                                                            |
|  | Naja (Afronaja) mossambica                                                                 |
|  |                                                                                            |
|  | Naja (Afronaja) nigricincta                                                                |
|  |                                                                                            |

|  | Naja (Afronaja) mossambica  |
|  |                             |
|  | Naja (Afronaja) nigricincta |
|  |                             |

|  | Naja (Afronaja) ashei                                                                      |
|  |                                                                                            |
|  | \| \| Naja (Afronaja) mossambica \| \| \| \| \| \| Naja (Afronaja) nigricincta \| \| \| \| |
|  |                                                                                            |
|  | Naja (Afronaja) mossambica                                                                 |
|  |                                                                                            |
|  | Naja (Afronaja) nigricincta                                                                |
|  |                                                                                            |

|  | Naja (Afronaja) mossambica  |
|  |                             |
|  | Naja (Afronaja) nigricincta |
|  |                             |

|  | Naja (Afronaja) ashei                                                                      |
|  |                                                                                            |
|  | \| \| Naja (Afronaja) mossambica \| \| \| \| \| \| Naja (Afronaja) nigricincta \| \| \| \| |
|  |                                                                                            |
|  | Naja (Afronaja) mossambica                                                                 |
|  |                                                                                            |
|  | Naja (Afronaja) nigricincta                                                                |
|  |                                                                                            |

|  | Naja (Afronaja) mossambica  |
|  |                             |
|  | Naja (Afronaja) nigricincta |
|  |                             |

|  | Naja (Boulengerina) christyi |
|  |                              |
|  | Naja (Boulengerina) annulata |
|  |                              |

|  | Naja (Boulangerina) savannula |
|  |                               |
|  | Naja (Boulangerina) subfulva  |
|  |                               |

|  | Naja (Boulengerina) guineensis   |
|  |                                  |
|  | Naja (Boulengerina) peroescobari |
|  |                                  |
|  | Naja (Boulengerina) melanoleuca  |
|  |                                  |

|  | Naja (Boulangerina) savannula |
|  |                               |
|  | Naja (Boulangerina) subfulva  |
|  |                               |

|  | Naja (Boulengerina) guineensis   |
|  |                                  |
|  | Naja (Boulengerina) peroescobari |
|  |                                  |
|  | Naja (Boulengerina) melanoleuca  |
|  |                                  |

|  | Naja (Boulengerina) christyi |
|  |                              |
|  | Naja (Boulengerina) annulata |
|  |                              |

|  | Naja (Boulangerina) savannula |
|  |                               |
|  | Naja (Boulangerina) subfulva  |
|  |                               |

|  | Naja (Boulengerina) guineensis   |
|  |                                  |
|  | Naja (Boulengerina) peroescobari |
|  |                                  |
|  | Naja (Boulengerina) melanoleuca  |
|  |                                  |

|  | Naja (Boulangerina) savannula |
|  |                               |
|  | Naja (Boulangerina) subfulva  |
|  |                               |

|  | Naja (Boulengerina) guineensis   |
|  |                                  |
|  | Naja (Boulengerina) peroescobari |
|  |                                  |
|  | Naja (Boulengerina) melanoleuca  |
|  |                                  |

|  | Naja (Boulengerina) christyi |
|  |                              |
|  | Naja (Boulengerina) annulata |
|  |                              |

|  | Naja (Boulangerina) savannula |
|  |                               |
|  | Naja (Boulangerina) subfulva  |
|  |                               |

|  | Naja (Boulengerina) guineensis   |
|  |                                  |
|  | Naja (Boulengerina) peroescobari |
|  |                                  |
|  | Naja (Boulengerina) melanoleuca  |
|  |                                  |

|  | Naja (Boulangerina) savannula |
|  |                               |
|  | Naja (Boulangerina) subfulva  |
|  |                               |

|  | Naja (Boulengerina) guineensis   |
|  |                                  |
|  | Naja (Boulengerina) peroescobari |
|  |                                  |
|  | Naja (Boulengerina) melanoleuca  |
|  |                                  |

|  | Naja (Boulengerina) christyi |
|  |                              |
|  | Naja (Boulengerina) annulata |
|  |                              |

|  | Naja (Boulangerina) savannula |
|  |                               |
|  | Naja (Boulangerina) subfulva  |
|  |                               |

|  | Naja (Boulengerina) guineensis   |
|  |                                  |
|  | Naja (Boulengerina) peroescobari |
|  |                                  |
|  | Naja (Boulengerina) melanoleuca  |
|  |                                  |

|  | Naja (Boulangerina) savannula |
|  |                               |
|  | Naja (Boulangerina) subfulva  |
|  |                               |

|  | Naja (Boulengerina) guineensis   |
|  |                                  |
|  | Naja (Boulengerina) peroescobari |
|  |                                  |
|  | Naja (Boulengerina) melanoleuca  |
|  |                                  |

|  | Naja (Uraeus) haje    |
|  |                       |
|  | Naja (Uraeus) arabica |
|  |                       |

|  | Naja (Uraeus) annulifera |
|  |                          |
|  | Naja (Uraeus) anchietae  |
|  |                          |

|  | Naja (Uraeus) haje    |
|  |                       |
|  | Naja (Uraeus) arabica |
|  |                       |

|  | Naja (Uraeus) annulifera |
|  |                          |
|  | Naja (Uraeus) anchietae  |
|  |                          |

|  | Naja (Uraeus) haje    |
|  |                       |
|  | Naja (Uraeus) arabica |
|  |                       |

|  | Naja (Uraeus) annulifera |
|  |                          |
|  | Naja (Uraeus) anchietae  |
|  |                          |

|  | Naja (Uraeus) haje    |
|  |                       |
|  | Naja (Uraeus) arabica |
|  |                       |

|  | Naja (Uraeus) annulifera |
|  |                          |
|  | Naja (Uraeus) anchietae  |
|  |                          |

|  | Naja (Boulengerina) christyi |
|  |                              |
|  | Naja (Boulengerina) annulata |
|  |                              |

|  | Naja (Boulangerina) savannula |
|  |                               |
|  | Naja (Boulangerina) subfulva  |
|  |                               |

|  | Naja (Boulengerina) guineensis   |
|  |                                  |
|  | Naja (Boulengerina) peroescobari |
|  |                                  |
|  | Naja (Boulengerina) melanoleuca  |
|  |                                  |

|  | Naja (Boulangerina) savannula |
|  |                               |
|  | Naja (Boulangerina) subfulva  |
|  |                               |

|  | Naja (Boulengerina) guineensis   |
|  |                                  |
|  | Naja (Boulengerina) peroescobari |
|  |                                  |
|  | Naja (Boulengerina) melanoleuca  |
|  |                                  |

|  | Naja (Boulengerina) christyi |
|  |                              |
|  | Naja (Boulengerina) annulata |
|  |                              |

|  | Naja (Boulangerina) savannula |
|  |                               |
|  | Naja (Boulangerina) subfulva  |
|  |                               |

|  | Naja (Boulengerina) guineensis   |
|  |                                  |
|  | Naja (Boulengerina) peroescobari |
|  |                                  |
|  | Naja (Boulengerina) melanoleuca  |
|  |                                  |

|  | Naja (Boulangerina) savannula |
|  |                               |
|  | Naja (Boulangerina) subfulva  |
|  |                               |

|  | Naja (Boulengerina) guineensis   |
|  |                                  |
|  | Naja (Boulengerina) peroescobari |
|  |                                  |
|  | Naja (Boulengerina) melanoleuca  |
|  |                                  |

|  | Naja (Boulengerina) christyi |
|  |                              |
|  | Naja (Boulengerina) annulata |
|  |                              |

|  | Naja (Boulangerina) savannula |
|  |                               |
|  | Naja (Boulangerina) subfulva  |
|  |                               |

|  | Naja (Boulengerina) guineensis   |
|  |                                  |
|  | Naja (Boulengerina) peroescobari |
|  |                                  |
|  | Naja (Boulengerina) melanoleuca  |
|  |                                  |

|  | Naja (Boulangerina) savannula |
|  |                               |
|  | Naja (Boulangerina) subfulva  |
|  |                               |

|  | Naja (Boulengerina) guineensis   |
|  |                                  |
|  | Naja (Boulengerina) peroescobari |
|  |                                  |
|  | Naja (Boulengerina) melanoleuca  |
|  |                                  |

|  | Naja (Boulengerina) christyi |
|  |                              |
|  | Naja (Boulengerina) annulata |
|  |                              |

|  | Naja (Boulangerina) savannula |
|  |                               |
|  | Naja (Boulangerina) subfulva  |
|  |                               |

|  | Naja (Boulengerina) guineensis   |
|  |                                  |
|  | Naja (Boulengerina) peroescobari |
|  |                                  |
|  | Naja (Boulengerina) melanoleuca  |
|  |                                  |

|  | Naja (Boulangerina) savannula |
|  |                               |
|  | Naja (Boulangerina) subfulva  |
|  |                               |

|  | Naja (Boulengerina) guineensis   |
|  |                                  |
|  | Naja (Boulengerina) peroescobari |
|  |                                  |
|  | Naja (Boulengerina) melanoleuca  |
|  |                                  |

|  | Naja (Uraeus) haje    |
|  |                       |
|  | Naja (Uraeus) arabica |
|  |                       |

|  | Naja (Uraeus) annulifera |
|  |                          |
|  | Naja (Uraeus) anchietae  |
|  |                          |

|  | Naja (Uraeus) haje    |
|  |                       |
|  | Naja (Uraeus) arabica |
|  |                       |

|  | Naja (Uraeus) annulifera |
|  |                          |
|  | Naja (Uraeus) anchietae  |
|  |                          |

|  | Naja (Uraeus) haje    |
|  |                       |
|  | Naja (Uraeus) arabica |
|  |                       |

|  | Naja (Uraeus) annulifera |
|  |                          |
|  | Naja (Uraeus) anchietae  |
|  |                          |

|  | Naja (Uraeus) haje    |
|  |                       |
|  | Naja (Uraeus) arabica |
|  |                       |

|  | Naja (Uraeus) annulifera |
|  |                          |
|  | Naja (Uraeus) anchietae  |
|  |                          |

|  | Naja (Afronaja) pallida |
|  |                         |
|  | Naja (Afronaja) nubiae  |
|  |                         |

|  | Naja (Afronaja) ashei                                                                      |
|  |                                                                                            |
|  | \| \| Naja (Afronaja) mossambica \| \| \| \| \| \| Naja (Afronaja) nigricincta \| \| \| \| |
|  |                                                                                            |
|  | Naja (Afronaja) mossambica                                                                 |
|  |                                                                                            |
|  | Naja (Afronaja) nigricincta                                                                |
|  |                                                                                            |

|  | Naja (Afronaja) mossambica  |
|  |                             |
|  | Naja (Afronaja) nigricincta |
|  |                             |

|  | Naja (Afronaja) ashei                                                                      |
|  |                                                                                            |
|  | \| \| Naja (Afronaja) mossambica \| \| \| \| \| \| Naja (Afronaja) nigricincta \| \| \| \| |
|  |                                                                                            |
|  | Naja (Afronaja) mossambica                                                                 |
|  |                                                                                            |
|  | Naja (Afronaja) nigricincta                                                                |
|  |                                                                                            |

|  | Naja (Afronaja) mossambica  |
|  |                             |
|  | Naja (Afronaja) nigricincta |
|  |                             |

|  | Naja (Afronaja) ashei                                                                      |
|  |                                                                                            |
|  | \| \| Naja (Afronaja) mossambica \| \| \| \| \| \| Naja (Afronaja) nigricincta \| \| \| \| |
|  |                                                                                            |
|  | Naja (Afronaja) mossambica                                                                 |
|  |                                                                                            |
|  | Naja (Afronaja) nigricincta                                                                |
|  |                                                                                            |

|  | Naja (Afronaja) mossambica  |
|  |                             |
|  | Naja (Afronaja) nigricincta |
|  |                             |

|  | Naja (Afronaja) ashei                                                                      |
|  |                                                                                            |
|  | \| \| Naja (Afronaja) mossambica \| \| \| \| \| \| Naja (Afronaja) nigricincta \| \| \| \| |
|  |                                                                                            |
|  | Naja (Afronaja) mossambica                                                                 |
|  |                                                                                            |
|  | Naja (Afronaja) nigricincta                                                                |
|  |                                                                                            |

|  | Naja (Afronaja) mossambica  |
|  |                             |
|  | Naja (Afronaja) nigricincta |
|  |                             |

|  | Naja (Afronaja) pallida |
|  |                         |
|  | Naja (Afronaja) nubiae  |
|  |                         |

|  | Naja (Afronaja) ashei                                                                      |
|  |                                                                                            |
|  | \| \| Naja (Afronaja) mossambica \| \| \| \| \| \| Naja (Afronaja) nigricincta \| \| \| \| |
|  |                                                                                            |
|  | Naja (Afronaja) mossambica                                                                 |
|  |                                                                                            |
|  | Naja (Afronaja) nigricincta                                                                |
|  |                                                                                            |

|  | Naja (Afronaja) mossambica  |
|  |                             |
|  | Naja (Afronaja) nigricincta |
|  |                             |

|  | Naja (Afronaja) ashei                                                                      |
|  |                                                                                            |
|  | \| \| Naja (Afronaja) mossambica \| \| \| \| \| \| Naja (Afronaja) nigricincta \| \| \| \| |
|  |                                                                                            |
|  | Naja (Afronaja) mossambica                                                                 |
|  |                                                                                            |
|  | Naja (Afronaja) nigricincta                                                                |
|  |                                                                                            |

|  | Naja (Afronaja) mossambica  |
|  |                             |
|  | Naja (Afronaja) nigricincta |
|  |                             |

|  | Naja (Afronaja) ashei                                                                      |
|  |                                                                                            |
|  | \| \| Naja (Afronaja) mossambica \| \| \| \| \| \| Naja (Afronaja) nigricincta \| \| \| \| |
|  |                                                                                            |
|  | Naja (Afronaja) mossambica                                                                 |
|  |                                                                                            |
|  | Naja (Afronaja) nigricincta                                                                |
|  |                                                                                            |

|  | Naja (Afronaja) mossambica  |
|  |                             |
|  | Naja (Afronaja) nigricincta |
|  |                             |

|  | Naja (Afronaja) ashei                                                                      |
|  |                                                                                            |
|  | \| \| Naja (Afronaja) mossambica \| \| \| \| \| \| Naja (Afronaja) nigricincta \| \| \| \| |
|  |                                                                                            |
|  | Naja (Afronaja) mossambica                                                                 |
|  |                                                                                            |
|  | Naja (Afronaja) nigricincta                                                                |
|  |                                                                                            |

|  | Naja (Afronaja) mossambica  |
|  |                             |
|  | Naja (Afronaja) nigricincta |
|  |                             |

|  | Naja (Boulengerina) christyi |
|  |                              |
|  | Naja (Boulengerina) annulata |
|  |                              |

|  | Naja (Boulangerina) savannula |
|  |                               |
|  | Naja (Boulangerina) subfulva  |
|  |                               |

|  | Naja (Boulengerina) guineensis   |
|  |                                  |
|  | Naja (Boulengerina) peroescobari |
|  |                                  |
|  | Naja (Boulengerina) melanoleuca  |
|  |                                  |

|  | Naja (Boulangerina) savannula |
|  |                               |
|  | Naja (Boulangerina) subfulva  |
|  |                               |

|  | Naja (Boulengerina) guineensis   |
|  |                                  |
|  | Naja (Boulengerina) peroescobari |
|  |                                  |
|  | Naja (Boulengerina) melanoleuca  |
|  |                                  |

|  | Naja (Boulengerina) christyi |
|  |                              |
|  | Naja (Boulengerina) annulata |
|  |                              |

|  | Naja (Boulangerina) savannula |
|  |                               |
|  | Naja (Boulangerina) subfulva  |
|  |                               |

|  | Naja (Boulengerina) guineensis   |
|  |                                  |
|  | Naja (Boulengerina) peroescobari |
|  |                                  |
|  | Naja (Boulengerina) melanoleuca  |
|  |                                  |

|  | Naja (Boulangerina) savannula |
|  |                               |
|  | Naja (Boulangerina) subfulva  |
|  |                               |

|  | Naja (Boulengerina) guineensis   |
|  |                                  |
|  | Naja (Boulengerina) peroescobari |
|  |                                  |
|  | Naja (Boulengerina) melanoleuca  |
|  |                                  |

|  | Naja (Boulengerina) christyi |
|  |                              |
|  | Naja (Boulengerina) annulata |
|  |                              |

|  | Naja (Boulangerina) savannula |
|  |                               |
|  | Naja (Boulangerina) subfulva  |
|  |                               |

|  | Naja (Boulengerina) guineensis   |
|  |                                  |
|  | Naja (Boulengerina) peroescobari |
|  |                                  |
|  | Naja (Boulengerina) melanoleuca  |
|  |                                  |

|  | Naja (Boulangerina) savannula |
|  |                               |
|  | Naja (Boulangerina) subfulva  |
|  |                               |

|  | Naja (Boulengerina) guineensis   |
|  |                                  |
|  | Naja (Boulengerina) peroescobari |
|  |                                  |
|  | Naja (Boulengerina) melanoleuca  |
|  |                                  |

|  | Naja (Boulengerina) christyi |
|  |                              |
|  | Naja (Boulengerina) annulata |
|  |                              |

|  | Naja (Boulangerina) savannula |
|  |                               |
|  | Naja (Boulangerina) subfulva  |
|  |                               |

|  | Naja (Boulengerina) guineensis   |
|  |                                  |
|  | Naja (Boulengerina) peroescobari |
|  |                                  |
|  | Naja (Boulengerina) melanoleuca  |
|  |                                  |

|  | Naja (Boulangerina) savannula |
|  |                               |
|  | Naja (Boulangerina) subfulva  |
|  |                               |

|  | Naja (Boulengerina) guineensis   |
|  |                                  |
|  | Naja (Boulengerina) peroescobari |
|  |                                  |
|  | Naja (Boulengerina) melanoleuca  |
|  |                                  |

|  | Naja (Uraeus) haje    |
|  |                       |
|  | Naja (Uraeus) arabica |
|  |                       |

|  | Naja (Uraeus) annulifera |
|  |                          |
|  | Naja (Uraeus) anchietae  |
|  |                          |

|  | Naja (Uraeus) haje    |
|  |                       |
|  | Naja (Uraeus) arabica |
|  |                       |

|  | Naja (Uraeus) annulifera |
|  |                          |
|  | Naja (Uraeus) anchietae  |
|  |                          |

|  | Naja (Uraeus) haje    |
|  |                       |
|  | Naja (Uraeus) arabica |
|  |                       |

|  | Naja (Uraeus) annulifera |
|  |                          |
|  | Naja (Uraeus) anchietae  |
|  |                          |

|  | Naja (Uraeus) haje    |
|  |                       |
|  | Naja (Uraeus) arabica |
|  |                       |

|  | Naja (Uraeus) annulifera |
|  |                          |
|  | Naja (Uraeus) anchietae  |
|  |                          |

|  | Naja (Boulengerina) christyi |
|  |                              |
|  | Naja (Boulengerina) annulata |
|  |                              |

|  | Naja (Boulangerina) savannula |
|  |                               |
|  | Naja (Boulangerina) subfulva  |
|  |                               |

|  | Naja (Boulengerina) guineensis   |
|  |                                  |
|  | Naja (Boulengerina) peroescobari |
|  |                                  |
|  | Naja (Boulengerina) melanoleuca  |
|  |                                  |

|  | Naja (Boulangerina) savannula |
|  |                               |
|  | Naja (Boulangerina) subfulva  |
|  |                               |

|  | Naja (Boulengerina) guineensis   |
|  |                                  |
|  | Naja (Boulengerina) peroescobari |
|  |                                  |
|  | Naja (Boulengerina) melanoleuca  |
|  |                                  |

|  | Naja (Boulengerina) christyi |
|  |                              |
|  | Naja (Boulengerina) annulata |
|  |                              |

|  | Naja (Boulangerina) savannula |
|  |                               |
|  | Naja (Boulangerina) subfulva  |
|  |                               |

|  | Naja (Boulengerina) guineensis   |
|  |                                  |
|  | Naja (Boulengerina) peroescobari |
|  |                                  |
|  | Naja (Boulengerina) melanoleuca  |
|  |                                  |

|  | Naja (Boulangerina) savannula |
|  |                               |
|  | Naja (Boulangerina) subfulva  |
|  |                               |

|  | Naja (Boulengerina) guineensis   |
|  |                                  |
|  | Naja (Boulengerina) peroescobari |
|  |                                  |
|  | Naja (Boulengerina) melanoleuca  |
|  |                                  |

|  | Naja (Boulengerina) christyi |
|  |                              |
|  | Naja (Boulengerina) annulata |
|  |                              |

|  | Naja (Boulangerina) savannula |
|  |                               |
|  | Naja (Boulangerina) subfulva  |
|  |                               |

|  | Naja (Boulengerina) guineensis   |
|  |                                  |
|  | Naja (Boulengerina) peroescobari |
|  |                                  |
|  | Naja (Boulengerina) melanoleuca  |
|  |                                  |

|  | Naja (Boulangerina) savannula |
|  |                               |
|  | Naja (Boulangerina) subfulva  |
|  |                               |

|  | Naja (Boulengerina) guineensis   |
|  |                                  |
|  | Naja (Boulengerina) peroescobari |
|  |                                  |
|  | Naja (Boulengerina) melanoleuca  |
|  |                                  |

|  | Naja (Boulengerina) christyi |
|  |                              |
|  | Naja (Boulengerina) annulata |
|  |                              |

|  | Naja (Boulangerina) savannula |
|  |                               |
|  | Naja (Boulangerina) subfulva  |
|  |                               |

|  | Naja (Boulengerina) guineensis   |
|  |                                  |
|  | Naja (Boulengerina) peroescobari |
|  |                                  |
|  | Naja (Boulengerina) melanoleuca  |
|  |                                  |

|  | Naja (Boulangerina) savannula |
|  |                               |
|  | Naja (Boulangerina) subfulva  |
|  |                               |

|  | Naja (Boulengerina) guineensis   |
|  |                                  |
|  | Naja (Boulengerina) peroescobari |
|  |                                  |
|  | Naja (Boulengerina) melanoleuca  |
|  |                                  |

|  | Naja (Uraeus) haje    |
|  |                       |
|  | Naja (Uraeus) arabica |
|  |                       |

|  | Naja (Uraeus) annulifera |
|  |                          |
|  | Naja (Uraeus) anchietae  |
|  |                          |

|  | Naja (Uraeus) haje    |
|  |                       |
|  | Naja (Uraeus) arabica |
|  |                       |

|  | Naja (Uraeus) annulifera |
|  |                          |
|  | Naja (Uraeus) anchietae  |
|  |                          |

|  | Naja (Uraeus) haje    |
|  |                       |
|  | Naja (Uraeus) arabica |
|  |                       |

|  | Naja (Uraeus) annulifera |
|  |                          |
|  | Naja (Uraeus) anchietae  |
|  |                          |

|  | Naja (Uraeus) haje    |
|  |                       |
|  | Naja (Uraeus) arabica |
|  |                       |

|  | Naja (Uraeus) annulifera |
|  |                          |
|  | Naja (Uraeus) anchietae  |
|  |                          |

|  | Naja (Naja) kaouthia |
|  |                      |
|  | Naja (Naja) atra     |
|  |                      |

|  | Naja (Naja) mandalayensis |
|  |                           |
|  | Naja (Naja) siamensis     |
|  |                           |
|  | Naja (Naja) sputatrix     |
|  |                           |

|  | Naja (Naja) kaouthia |
|  |                      |
|  | Naja (Naja) atra     |
|  |                      |

|  | Naja (Naja) mandalayensis |
|  |                           |
|  | Naja (Naja) siamensis     |
|  |                           |
|  | Naja (Naja) sputatrix     |
|  |                           |

|  | Naja (Naja) kaouthia |
|  |                      |
|  | Naja (Naja) atra     |
|  |                      |

|  | Naja (Naja) mandalayensis |
|  |                           |
|  | Naja (Naja) siamensis     |
|  |                           |
|  | Naja (Naja) sputatrix     |
|  |                           |

|  | Naja (Naja) kaouthia |
|  |                      |
|  | Naja (Naja) atra     |
|  |                      |

|  | Naja (Naja) mandalayensis |
|  |                           |
|  | Naja (Naja) siamensis     |
|  |                           |
|  | Naja (Naja) sputatrix     |
|  |                           |

|  | Naja (Afronaja) pallida |
|  |                         |
|  | Naja (Afronaja) nubiae  |
|  |                         |

|  | Naja (Afronaja) ashei                                                                      |
|  |                                                                                            |
|  | \| \| Naja (Afronaja) mossambica \| \| \| \| \| \| Naja (Afronaja) nigricincta \| \| \| \| |
|  |                                                                                            |
|  | Naja (Afronaja) mossambica                                                                 |
|  |                                                                                            |
|  | Naja (Afronaja) nigricincta                                                                |
|  |                                                                                            |

|  | Naja (Afronaja) mossambica  |
|  |                             |
|  | Naja (Afronaja) nigricincta |
|  |                             |

|  | Naja (Afronaja) ashei                                                                      |
|  |                                                                                            |
|  | \| \| Naja (Afronaja) mossambica \| \| \| \| \| \| Naja (Afronaja) nigricincta \| \| \| \| |
|  |                                                                                            |
|  | Naja (Afronaja) mossambica                                                                 |
|  |                                                                                            |
|  | Naja (Afronaja) nigricincta                                                                |
|  |                                                                                            |

|  | Naja (Afronaja) mossambica  |
|  |                             |
|  | Naja (Afronaja) nigricincta |
|  |                             |

|  | Naja (Afronaja) ashei                                                                      |
|  |                                                                                            |
|  | \| \| Naja (Afronaja) mossambica \| \| \| \| \| \| Naja (Afronaja) nigricincta \| \| \| \| |
|  |                                                                                            |
|  | Naja (Afronaja) mossambica                                                                 |
|  |                                                                                            |
|  | Naja (Afronaja) nigricincta                                                                |
|  |                                                                                            |

|  | Naja (Afronaja) mossambica  |
|  |                             |
|  | Naja (Afronaja) nigricincta |
|  |                             |

|  | Naja (Afronaja) ashei                                                                      |
|  |                                                                                            |
|  | \| \| Naja (Afronaja) mossambica \| \| \| \| \| \| Naja (Afronaja) nigricincta \| \| \| \| |
|  |                                                                                            |
|  | Naja (Afronaja) mossambica                                                                 |
|  |                                                                                            |
|  | Naja (Afronaja) nigricincta                                                                |
|  |                                                                                            |

|  | Naja (Afronaja) mossambica  |
|  |                             |
|  | Naja (Afronaja) nigricincta |
|  |                             |

|  | Naja (Afronaja) pallida |
|  |                         |
|  | Naja (Afronaja) nubiae  |
|  |                         |

|  | Naja (Afronaja) ashei                                                                      |
|  |                                                                                            |
|  | \| \| Naja (Afronaja) mossambica \| \| \| \| \| \| Naja (Afronaja) nigricincta \| \| \| \| |
|  |                                                                                            |
|  | Naja (Afronaja) mossambica                                                                 |
|  |                                                                                            |
|  | Naja (Afronaja) nigricincta                                                                |
|  |                                                                                            |

|  | Naja (Afronaja) mossambica  |
|  |                             |
|  | Naja (Afronaja) nigricincta |
|  |                             |

|  | Naja (Afronaja) ashei                                                                      |
|  |                                                                                            |
|  | \| \| Naja (Afronaja) mossambica \| \| \| \| \| \| Naja (Afronaja) nigricincta \| \| \| \| |
|  |                                                                                            |
|  | Naja (Afronaja) mossambica                                                                 |
|  |                                                                                            |
|  | Naja (Afronaja) nigricincta                                                                |
|  |                                                                                            |

|  | Naja (Afronaja) mossambica  |
|  |                             |
|  | Naja (Afronaja) nigricincta |
|  |                             |

|  | Naja (Afronaja) ashei                                                                      |
|  |                                                                                            |
|  | \| \| Naja (Afronaja) mossambica \| \| \| \| \| \| Naja (Afronaja) nigricincta \| \| \| \| |
|  |                                                                                            |
|  | Naja (Afronaja) mossambica                                                                 |
|  |                                                                                            |
|  | Naja (Afronaja) nigricincta                                                                |
|  |                                                                                            |

|  | Naja (Afronaja) mossambica  |
|  |                             |
|  | Naja (Afronaja) nigricincta |
|  |                             |

|  | Naja (Afronaja) ashei                                                                      |
|  |                                                                                            |
|  | \| \| Naja (Afronaja) mossambica \| \| \| \| \| \| Naja (Afronaja) nigricincta \| \| \| \| |
|  |                                                                                            |
|  | Naja (Afronaja) mossambica                                                                 |
|  |                                                                                            |
|  | Naja (Afronaja) nigricincta                                                                |
|  |                                                                                            |

|  | Naja (Afronaja) mossambica  |
|  |                             |
|  | Naja (Afronaja) nigricincta |
|  |                             |

|  | Naja (Boulengerina) christyi |
|  |                              |
|  | Naja (Boulengerina) annulata |
|  |                              |

|  | Naja (Boulangerina) savannula |
|  |                               |
|  | Naja (Boulangerina) subfulva  |
|  |                               |

|  | Naja (Boulengerina) guineensis   |
|  |                                  |
|  | Naja (Boulengerina) peroescobari |
|  |                                  |
|  | Naja (Boulengerina) melanoleuca  |
|  |                                  |

|  | Naja (Boulangerina) savannula |
|  |                               |
|  | Naja (Boulangerina) subfulva  |
|  |                               |

|  | Naja (Boulengerina) guineensis   |
|  |                                  |
|  | Naja (Boulengerina) peroescobari |
|  |                                  |
|  | Naja (Boulengerina) melanoleuca  |
|  |                                  |

|  | Naja (Boulengerina) christyi |
|  |                              |
|  | Naja (Boulengerina) annulata |
|  |                              |

|  | Naja (Boulangerina) savannula |
|  |                               |
|  | Naja (Boulangerina) subfulva  |
|  |                               |

|  | Naja (Boulengerina) guineensis   |
|  |                                  |
|  | Naja (Boulengerina) peroescobari |
|  |                                  |
|  | Naja (Boulengerina) melanoleuca  |
|  |                                  |

|  | Naja (Boulangerina) savannula |
|  |                               |
|  | Naja (Boulangerina) subfulva  |
|  |                               |

|  | Naja (Boulengerina) guineensis   |
|  |                                  |
|  | Naja (Boulengerina) peroescobari |
|  |                                  |
|  | Naja (Boulengerina) melanoleuca  |
|  |                                  |

|  | Naja (Boulengerina) christyi |
|  |                              |
|  | Naja (Boulengerina) annulata |
|  |                              |

|  | Naja (Boulangerina) savannula |
|  |                               |
|  | Naja (Boulangerina) subfulva  |
|  |                               |

|  | Naja (Boulengerina) guineensis   |
|  |                                  |
|  | Naja (Boulengerina) peroescobari |
|  |                                  |
|  | Naja (Boulengerina) melanoleuca  |
|  |                                  |

|  | Naja (Boulangerina) savannula |
|  |                               |
|  | Naja (Boulangerina) subfulva  |
|  |                               |

|  | Naja (Boulengerina) guineensis   |
|  |                                  |
|  | Naja (Boulengerina) peroescobari |
|  |                                  |
|  | Naja (Boulengerina) melanoleuca  |
|  |                                  |

|  | Naja (Boulengerina) christyi |
|  |                              |
|  | Naja (Boulengerina) annulata |
|  |                              |

|  | Naja (Boulangerina) savannula |
|  |                               |
|  | Naja (Boulangerina) subfulva  |
|  |                               |

|  | Naja (Boulengerina) guineensis   |
|  |                                  |
|  | Naja (Boulengerina) peroescobari |
|  |                                  |
|  | Naja (Boulengerina) melanoleuca  |
|  |                                  |

|  | Naja (Boulangerina) savannula |
|  |                               |
|  | Naja (Boulangerina) subfulva  |
|  |                               |

|  | Naja (Boulengerina) guineensis   |
|  |                                  |
|  | Naja (Boulengerina) peroescobari |
|  |                                  |
|  | Naja (Boulengerina) melanoleuca  |
|  |                                  |

|  | Naja (Uraeus) haje    |
|  |                       |
|  | Naja (Uraeus) arabica |
|  |                       |

|  | Naja (Uraeus) annulifera |
|  |                          |
|  | Naja (Uraeus) anchietae  |
|  |                          |

|  | Naja (Uraeus) haje    |
|  |                       |
|  | Naja (Uraeus) arabica |
|  |                       |

|  | Naja (Uraeus) annulifera |
|  |                          |
|  | Naja (Uraeus) anchietae  |
|  |                          |

|  | Naja (Uraeus) haje    |
|  |                       |
|  | Naja (Uraeus) arabica |
|  |                       |

|  | Naja (Uraeus) annulifera |
|  |                          |
|  | Naja (Uraeus) anchietae  |
|  |                          |

|  | Naja (Uraeus) haje    |
|  |                       |
|  | Naja (Uraeus) arabica |
|  |                       |

|  | Naja (Uraeus) annulifera |
|  |                          |
|  | Naja (Uraeus) anchietae  |
|  |                          |

|  | Naja (Boulengerina) christyi |
|  |                              |
|  | Naja (Boulengerina) annulata |
|  |                              |

|  | Naja (Boulangerina) savannula |
|  |                               |
|  | Naja (Boulangerina) subfulva  |
|  |                               |

|  | Naja (Boulengerina) guineensis   |
|  |                                  |
|  | Naja (Boulengerina) peroescobari |
|  |                                  |
|  | Naja (Boulengerina) melanoleuca  |
|  |                                  |

|  | Naja (Boulangerina) savannula |
|  |                               |
|  | Naja (Boulangerina) subfulva  |
|  |                               |

|  | Naja (Boulengerina) guineensis   |
|  |                                  |
|  | Naja (Boulengerina) peroescobari |
|  |                                  |
|  | Naja (Boulengerina) melanoleuca  |
|  |                                  |

|  | Naja (Boulengerina) christyi |
|  |                              |
|  | Naja (Boulengerina) annulata |
|  |                              |

|  | Naja (Boulangerina) savannula |
|  |                               |
|  | Naja (Boulangerina) subfulva  |
|  |                               |

|  | Naja (Boulengerina) guineensis   |
|  |                                  |
|  | Naja (Boulengerina) peroescobari |
|  |                                  |
|  | Naja (Boulengerina) melanoleuca  |
|  |                                  |

|  | Naja (Boulangerina) savannula |
|  |                               |
|  | Naja (Boulangerina) subfulva  |
|  |                               |

|  | Naja (Boulengerina) guineensis   |
|  |                                  |
|  | Naja (Boulengerina) peroescobari |
|  |                                  |
|  | Naja (Boulengerina) melanoleuca  |
|  |                                  |

|  | Naja (Boulengerina) christyi |
|  |                              |
|  | Naja (Boulengerina) annulata |
|  |                              |

|  | Naja (Boulangerina) savannula |
|  |                               |
|  | Naja (Boulangerina) subfulva  |
|  |                               |

|  | Naja (Boulengerina) guineensis   |
|  |                                  |
|  | Naja (Boulengerina) peroescobari |
|  |                                  |
|  | Naja (Boulengerina) melanoleuca  |
|  |                                  |

|  | Naja (Boulangerina) savannula |
|  |                               |
|  | Naja (Boulangerina) subfulva  |
|  |                               |

|  | Naja (Boulengerina) guineensis   |
|  |                                  |
|  | Naja (Boulengerina) peroescobari |
|  |                                  |
|  | Naja (Boulengerina) melanoleuca  |
|  |                                  |

|  | Naja (Boulengerina) christyi |
|  |                              |
|  | Naja (Boulengerina) annulata |
|  |                              |

|  | Naja (Boulangerina) savannula |
|  |                               |
|  | Naja (Boulangerina) subfulva  |
|  |                               |

|  | Naja (Boulengerina) guineensis   |
|  |                                  |
|  | Naja (Boulengerina) peroescobari |
|  |                                  |
|  | Naja (Boulengerina) melanoleuca  |
|  |                                  |

|  | Naja (Boulangerina) savannula |
|  |                               |
|  | Naja (Boulangerina) subfulva  |
|  |                               |

|  | Naja (Boulengerina) guineensis   |
|  |                                  |
|  | Naja (Boulengerina) peroescobari |
|  |                                  |
|  | Naja (Boulengerina) melanoleuca  |
|  |                                  |

|  | Naja (Uraeus) haje    |
|  |                       |
|  | Naja (Uraeus) arabica |
|  |                       |

|  | Naja (Uraeus) annulifera |
|  |                          |
|  | Naja (Uraeus) anchietae  |
|  |                          |

|  | Naja (Uraeus) haje    |
|  |                       |
|  | Naja (Uraeus) arabica |
|  |                       |

|  | Naja (Uraeus) annulifera |
|  |                          |
|  | Naja (Uraeus) anchietae  |
|  |                          |

|  | Naja (Uraeus) haje    |
|  |                       |
|  | Naja (Uraeus) arabica |
|  |                       |

|  | Naja (Uraeus) annulifera |
|  |                          |
|  | Naja (Uraeus) anchietae  |
|  |                          |

|  | Naja (Uraeus) haje    |
|  |                       |
|  | Naja (Uraeus) arabica |
|  |                       |

|  | Naja (Uraeus) annulifera |
|  |                          |
|  | Naja (Uraeus) anchietae  |
|  |                          |

|  | Naja (Afronaja) pallida |
|  |                         |
|  | Naja (Afronaja) nubiae  |
|  |                         |

|  | Naja (Afronaja) ashei                                                                      |
|  |                                                                                            |
|  | \| \| Naja (Afronaja) mossambica \| \| \| \| \| \| Naja (Afronaja) nigricincta \| \| \| \| |
|  |                                                                                            |
|  | Naja (Afronaja) mossambica                                                                 |
|  |                                                                                            |
|  | Naja (Afronaja) nigricincta                                                                |
|  |                                                                                            |

|  | Naja (Afronaja) mossambica  |
|  |                             |
|  | Naja (Afronaja) nigricincta |
|  |                             |

|  | Naja (Afronaja) ashei                                                                      |
|  |                                                                                            |
|  | \| \| Naja (Afronaja) mossambica \| \| \| \| \| \| Naja (Afronaja) nigricincta \| \| \| \| |
|  |                                                                                            |
|  | Naja (Afronaja) mossambica                                                                 |
|  |                                                                                            |
|  | Naja (Afronaja) nigricincta                                                                |
|  |                                                                                            |

|  | Naja (Afronaja) mossambica  |
|  |                             |
|  | Naja (Afronaja) nigricincta |
|  |                             |

|  | Naja (Afronaja) ashei                                                                      |
|  |                                                                                            |
|  | \| \| Naja (Afronaja) mossambica \| \| \| \| \| \| Naja (Afronaja) nigricincta \| \| \| \| |
|  |                                                                                            |
|  | Naja (Afronaja) mossambica                                                                 |
|  |                                                                                            |
|  | Naja (Afronaja) nigricincta                                                                |
|  |                                                                                            |

|  | Naja (Afronaja) mossambica  |
|  |                             |
|  | Naja (Afronaja) nigricincta |
|  |                             |

|  | Naja (Afronaja) ashei                                                                      |
|  |                                                                                            |
|  | \| \| Naja (Afronaja) mossambica \| \| \| \| \| \| Naja (Afronaja) nigricincta \| \| \| \| |
|  |                                                                                            |
|  | Naja (Afronaja) mossambica                                                                 |
|  |                                                                                            |
|  | Naja (Afronaja) nigricincta                                                                |
|  |                                                                                            |

|  | Naja (Afronaja) mossambica  |
|  |                             |
|  | Naja (Afronaja) nigricincta |
|  |                             |

|  | Naja (Afronaja) pallida |
|  |                         |
|  | Naja (Afronaja) nubiae  |
|  |                         |

|  | Naja (Afronaja) ashei                                                                      |
|  |                                                                                            |
|  | \| \| Naja (Afronaja) mossambica \| \| \| \| \| \| Naja (Afronaja) nigricincta \| \| \| \| |
|  |                                                                                            |
|  | Naja (Afronaja) mossambica                                                                 |
|  |                                                                                            |
|  | Naja (Afronaja) nigricincta                                                                |
|  |                                                                                            |

|  | Naja (Afronaja) mossambica  |
|  |                             |
|  | Naja (Afronaja) nigricincta |
|  |                             |

|  | Naja (Afronaja) ashei                                                                      |
|  |                                                                                            |
|  | \| \| Naja (Afronaja) mossambica \| \| \| \| \| \| Naja (Afronaja) nigricincta \| \| \| \| |
|  |                                                                                            |
|  | Naja (Afronaja) mossambica                                                                 |
|  |                                                                                            |
|  | Naja (Afronaja) nigricincta                                                                |
|  |                                                                                            |

|  | Naja (Afronaja) mossambica  |
|  |                             |
|  | Naja (Afronaja) nigricincta |
|  |                             |

|  | Naja (Afronaja) ashei                                                                      |
|  |                                                                                            |
|  | \| \| Naja (Afronaja) mossambica \| \| \| \| \| \| Naja (Afronaja) nigricincta \| \| \| \| |
|  |                                                                                            |
|  | Naja (Afronaja) mossambica                                                                 |
|  |                                                                                            |
|  | Naja (Afronaja) nigricincta                                                                |
|  |                                                                                            |

|  | Naja (Afronaja) mossambica  |
|  |                             |
|  | Naja (Afronaja) nigricincta |
|  |                             |

|  | Naja (Afronaja) ashei                                                                      |
|  |                                                                                            |
|  | \| \| Naja (Afronaja) mossambica \| \| \| \| \| \| Naja (Afronaja) nigricincta \| \| \| \| |
|  |                                                                                            |
|  | Naja (Afronaja) mossambica                                                                 |
|  |                                                                                            |
|  | Naja (Afronaja) nigricincta                                                                |
|  |                                                                                            |

|  | Naja (Afronaja) mossambica  |
|  |                             |
|  | Naja (Afronaja) nigricincta |
|  |                             |

|  | Naja (Boulengerina) christyi |
|  |                              |
|  | Naja (Boulengerina) annulata |
|  |                              |

|  | Naja (Boulangerina) savannula |
|  |                               |
|  | Naja (Boulangerina) subfulva  |
|  |                               |

|  | Naja (Boulengerina) guineensis   |
|  |                                  |
|  | Naja (Boulengerina) peroescobari |
|  |                                  |
|  | Naja (Boulengerina) melanoleuca  |
|  |                                  |

|  | Naja (Boulangerina) savannula |
|  |                               |
|  | Naja (Boulangerina) subfulva  |
|  |                               |

|  | Naja (Boulengerina) guineensis   |
|  |                                  |
|  | Naja (Boulengerina) peroescobari |
|  |                                  |
|  | Naja (Boulengerina) melanoleuca  |
|  |                                  |

|  | Naja (Boulengerina) christyi |
|  |                              |
|  | Naja (Boulengerina) annulata |
|  |                              |

|  | Naja (Boulangerina) savannula |
|  |                               |
|  | Naja (Boulangerina) subfulva  |
|  |                               |

|  | Naja (Boulengerina) guineensis   |
|  |                                  |
|  | Naja (Boulengerina) peroescobari |
|  |                                  |
|  | Naja (Boulengerina) melanoleuca  |
|  |                                  |

|  | Naja (Boulangerina) savannula |
|  |                               |
|  | Naja (Boulangerina) subfulva  |
|  |                               |

|  | Naja (Boulengerina) guineensis   |
|  |                                  |
|  | Naja (Boulengerina) peroescobari |
|  |                                  |
|  | Naja (Boulengerina) melanoleuca  |
|  |                                  |

|  | Naja (Boulengerina) christyi |
|  |                              |
|  | Naja (Boulengerina) annulata |
|  |                              |

|  | Naja (Boulangerina) savannula |
|  |                               |
|  | Naja (Boulangerina) subfulva  |
|  |                               |

|  | Naja (Boulengerina) guineensis   |
|  |                                  |
|  | Naja (Boulengerina) peroescobari |
|  |                                  |
|  | Naja (Boulengerina) melanoleuca  |
|  |                                  |

|  | Naja (Boulangerina) savannula |
|  |                               |
|  | Naja (Boulangerina) subfulva  |
|  |                               |

|  | Naja (Boulengerina) guineensis   |
|  |                                  |
|  | Naja (Boulengerina) peroescobari |
|  |                                  |
|  | Naja (Boulengerina) melanoleuca  |
|  |                                  |

|  | Naja (Boulengerina) christyi |
|  |                              |
|  | Naja (Boulengerina) annulata |
|  |                              |

|  | Naja (Boulangerina) savannula |
|  |                               |
|  | Naja (Boulangerina) subfulva  |
|  |                               |

|  | Naja (Boulengerina) guineensis   |
|  |                                  |
|  | Naja (Boulengerina) peroescobari |
|  |                                  |
|  | Naja (Boulengerina) melanoleuca  |
|  |                                  |

|  | Naja (Boulangerina) savannula |
|  |                               |
|  | Naja (Boulangerina) subfulva  |
|  |                               |

|  | Naja (Boulengerina) guineensis   |
|  |                                  |
|  | Naja (Boulengerina) peroescobari |
|  |                                  |
|  | Naja (Boulengerina) melanoleuca  |
|  |                                  |

|  | Naja (Uraeus) haje    |
|  |                       |
|  | Naja (Uraeus) arabica |
|  |                       |

|  | Naja (Uraeus) annulifera |
|  |                          |
|  | Naja (Uraeus) anchietae  |
|  |                          |

|  | Naja (Uraeus) haje    |
|  |                       |
|  | Naja (Uraeus) arabica |
|  |                       |

|  | Naja (Uraeus) annulifera |
|  |                          |
|  | Naja (Uraeus) anchietae  |
|  |                          |

|  | Naja (Uraeus) haje    |
|  |                       |
|  | Naja (Uraeus) arabica |
|  |                       |

|  | Naja (Uraeus) annulifera |
|  |                          |
|  | Naja (Uraeus) anchietae  |
|  |                          |

|  | Naja (Uraeus) haje    |
|  |                       |
|  | Naja (Uraeus) arabica |
|  |                       |

|  | Naja (Uraeus) annulifera |
|  |                          |
|  | Naja (Uraeus) anchietae  |
|  |                          |

|  | Naja (Boulengerina) christyi |
|  |                              |
|  | Naja (Boulengerina) annulata |
|  |                              |

|  | Naja (Boulangerina) savannula |
|  |                               |
|  | Naja (Boulangerina) subfulva  |
|  |                               |

|  | Naja (Boulengerina) guineensis   |
|  |                                  |
|  | Naja (Boulengerina) peroescobari |
|  |                                  |
|  | Naja (Boulengerina) melanoleuca  |
|  |                                  |

|  | Naja (Boulangerina) savannula |
|  |                               |
|  | Naja (Boulangerina) subfulva  |
|  |                               |

|  | Naja (Boulengerina) guineensis   |
|  |                                  |
|  | Naja (Boulengerina) peroescobari |
|  |                                  |
|  | Naja (Boulengerina) melanoleuca  |
|  |                                  |

|  | Naja (Boulengerina) christyi |
|  |                              |
|  | Naja (Boulengerina) annulata |
|  |                              |

|  | Naja (Boulangerina) savannula |
|  |                               |
|  | Naja (Boulangerina) subfulva  |
|  |                               |

|  | Naja (Boulengerina) guineensis   |
|  |                                  |
|  | Naja (Boulengerina) peroescobari |
|  |                                  |
|  | Naja (Boulengerina) melanoleuca  |
|  |                                  |

|  | Naja (Boulangerina) savannula |
|  |                               |
|  | Naja (Boulangerina) subfulva  |
|  |                               |

|  | Naja (Boulengerina) guineensis   |
|  |                                  |
|  | Naja (Boulengerina) peroescobari |
|  |                                  |
|  | Naja (Boulengerina) melanoleuca  |
|  |                                  |

|  | Naja (Boulengerina) christyi |
|  |                              |
|  | Naja (Boulengerina) annulata |
|  |                              |

|  | Naja (Boulangerina) savannula |
|  |                               |
|  | Naja (Boulangerina) subfulva  |
|  |                               |

|  | Naja (Boulengerina) guineensis   |
|  |                                  |
|  | Naja (Boulengerina) peroescobari |
|  |                                  |
|  | Naja (Boulengerina) melanoleuca  |
|  |                                  |

|  | Naja (Boulangerina) savannula |
|  |                               |
|  | Naja (Boulangerina) subfulva  |
|  |                               |

|  | Naja (Boulengerina) guineensis   |
|  |                                  |
|  | Naja (Boulengerina) peroescobari |
|  |                                  |
|  | Naja (Boulengerina) melanoleuca  |
|  |                                  |

|  | Naja (Boulengerina) christyi |
|  |                              |
|  | Naja (Boulengerina) annulata |
|  |                              |

|  | Naja (Boulangerina) savannula |
|  |                               |
|  | Naja (Boulangerina) subfulva  |
|  |                               |

|  | Naja (Boulengerina) guineensis   |
|  |                                  |
|  | Naja (Boulengerina) peroescobari |
|  |                                  |
|  | Naja (Boulengerina) melanoleuca  |
|  |                                  |

|  | Naja (Boulangerina) savannula |
|  |                               |
|  | Naja (Boulangerina) subfulva  |
|  |                               |

|  | Naja (Boulengerina) guineensis   |
|  |                                  |
|  | Naja (Boulengerina) peroescobari |
|  |                                  |
|  | Naja (Boulengerina) melanoleuca  |
|  |                                  |

|  | Naja (Uraeus) haje    |
|  |                       |
|  | Naja (Uraeus) arabica |
|  |                       |

|  | Naja (Uraeus) annulifera |
|  |                          |
|  | Naja (Uraeus) anchietae  |
|  |                          |

|  | Naja (Uraeus) haje    |
|  |                       |
|  | Naja (Uraeus) arabica |
|  |                       |

|  | Naja (Uraeus) annulifera |
|  |                          |
|  | Naja (Uraeus) anchietae  |
|  |                          |

|  | Naja (Uraeus) haje    |
|  |                       |
|  | Naja (Uraeus) arabica |
|  |                       |

|  | Naja (Uraeus) annulifera |
|  |                          |
|  | Naja (Uraeus) anchietae  |
|  |                          |

|  | Naja (Uraeus) haje    |
|  |                       |
|  | Naja (Uraeus) arabica |
|  |                       |

|  | Naja (Uraeus) annulifera |
|  |                          |
|  | Naja (Uraeus) anchietae  |
|  |                          |